# Tetri Giorgi

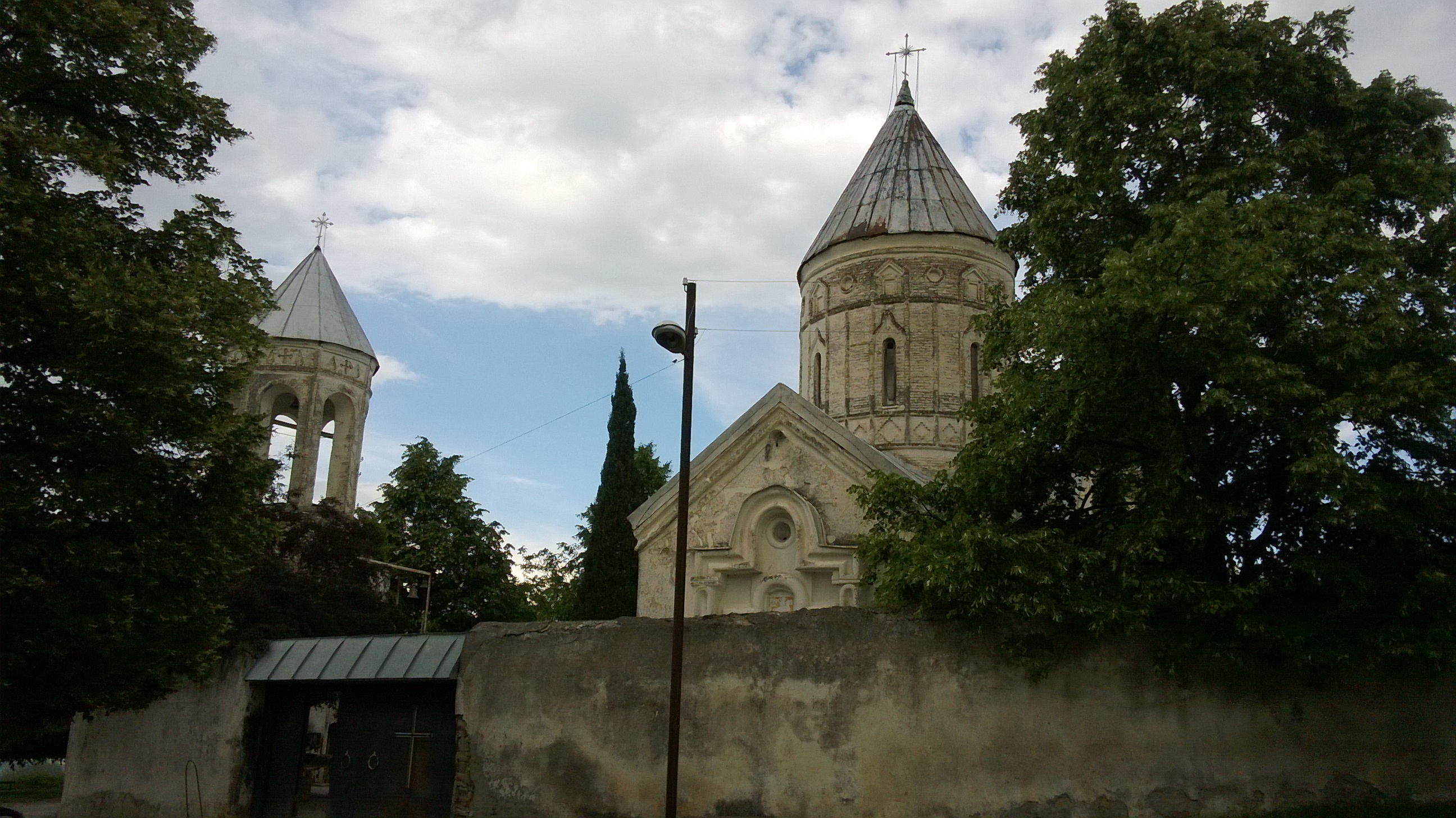
La chiesa di Tetri Giorgi nei prressi del monastero di Alaverdi ad Akhmeta, Georgia.

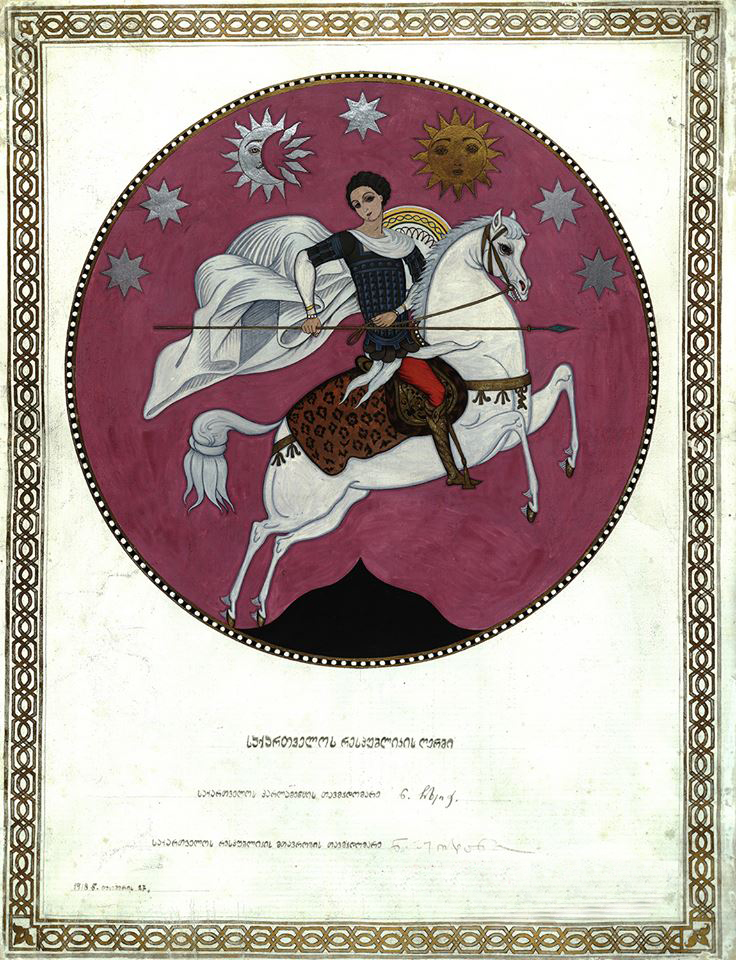
Tetri Giorgi e i sette celesti –1918 disegno dello stemma della Repubblica Democratica di Georgia.

Tetri Giorgi (in georgiano თეთრი გიორგი?, "Giorgio Bianco") è uno dei nomi locali del cristiano San Giorgio in Georgia, in particolare nei distretti degli altopiani nordorientali del paese.
Tetri Giorgi è stato utilizzato come simbolo nazionale, come parte dello stemma della Georgia negli anni 1918-1921 e 1991-2004. Il nome di Tetri Giorgi è stato adottato anche da diverse organizzazioni politiche e non, significativamente da un gruppo di emigrati georgiani antisovietici in Europa e da un'unità paramilitare degli anni '90.

## Storia
San Giorgio è venerato in Georgia fin dalla tarda antichità. L'esonimo <i id="mwHw">Georgia</i> è stato applicato al paese dall'XI o XII secolo, probabilmente per falsa etimologia, ma ispirato dalla grande popolarità del santo presente in quel luogo.
Il culto di Tetri Giorgi è associato in particolare alla regione di Kakheti. È sincretista, combinando il santo cristiano con il culto di una divinità lunare locale.
Un giorno festivo di Tetri Giorgi (tetrigiorgoba), separato dal giorno di festa del santo cristiano, era una volta celebrato ogni anno il 14 agosto, quando molti pellegrini provenienti dalle province orientali della Georgia partecipavano a una festività notturna presso il santuario principale del santo, una chiesa del XIV secolo che domina il villaggio di Atsquri nell'attuale municipalità di Akhmeta, Kakheti.

## Araldica
Nel maggio 1918, la Repubblica Democratica di Georgia, da poco indipendente dall'Impero russo, scelse la rappresentazione equestre di Tetri Giorgi come fulcro del proprio stemma. L'immagine tuttavia è stata resa più laica poiché il suo simbolismo cristiano è stato sfavorito dal governo socialdemocratico georgiano, secondo il parere di Revaz Gabashvili, un critico del governo georgiano contemporaneo. In questa raffigurazione, Tetri Giorgi è mostrato come un cavaliere armato sotto una rappresentazione dei "Sette Celesti" (i sette pianeti classici).
Questo stemma è stato in uso fino all'acquisizione sovietica nel 1921 e nuovamente nella Georgia post-sovietica dal 1991 al 2004.